# Paronesimus barentsi
Paronesimus barentsi är en kräftdjursart som beskrevs av Stebbing 1894. Paronesimus barentsi ingår i släktet Paronesimus och familjen Lysianassidae. Inga underarter finns listade i Catalogue of Life.